# جزایر سیمیلان
جزایر سیمیلان (به تایلندی: หมู่เกาะสิมิลัน آوایش تایلندی: mù: kɔ̀ʔ si.mi.lan به مالایی: Pulau Sembilan) گروهی از جزایر در کناره دریای آندامان و بخشی از استان پهانگ نگا در جنوب تایلند است. جزایر سیمیلان در سال ۱۹۸۲ به عنوان پارک ملی ثبت شد و پس از یک سال توسط اداره جنگلداری ارزیابی گردید.
این جزایر در ۸°۳۹′۰۹″ شمالی ۹۷°۳۸′۲۷″ شرقی / ۸٫۶۵۲۵۰°شمالی ۹۷٫۶۴۰۸۳°شرقی واقع است.

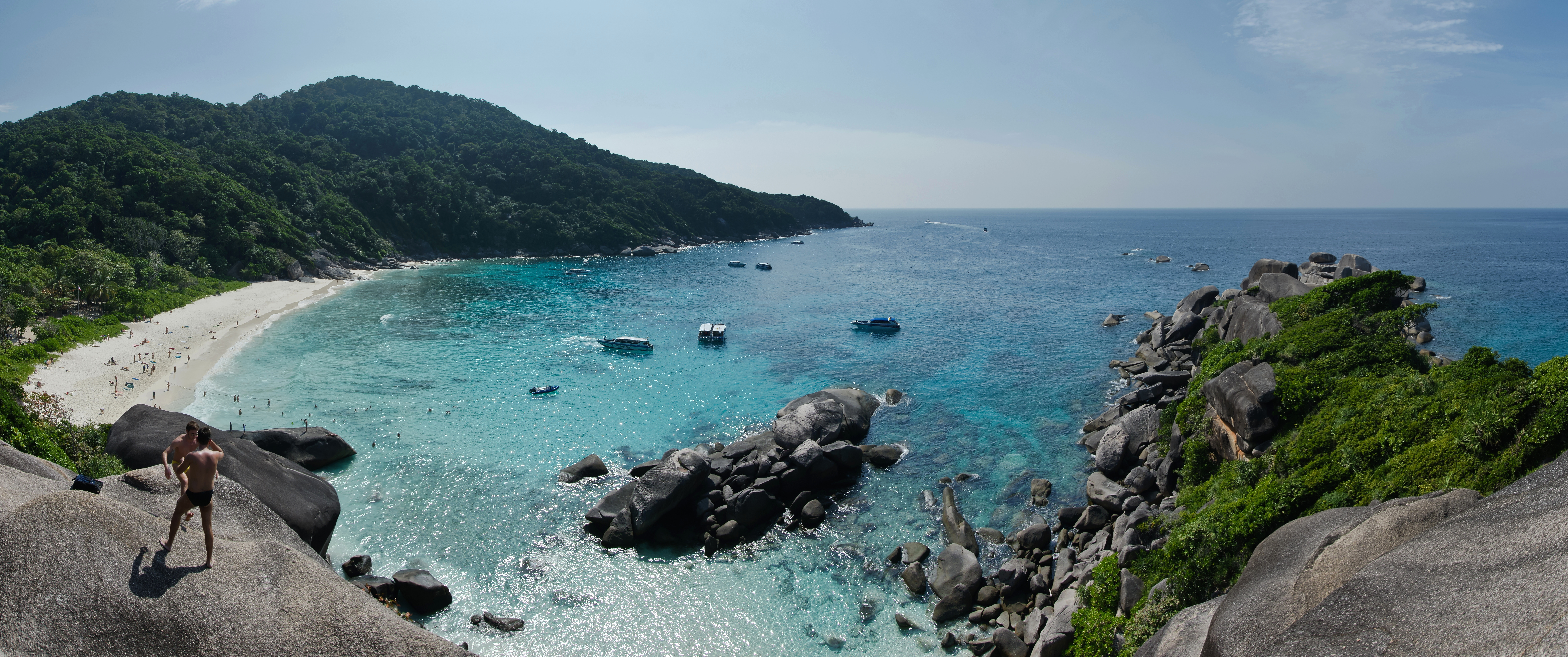
پانورامایی از جزایر سیمیلان

این پارک یک مجمع الجزایر است متشکل از ۱۱ جزیره با مساحتی حدود ۱۴۰ کیلومترمربع و با زمینی به مساحت حدود ۲۶ کیلومترمربع.
در ۱ سپتامبر ۲۰۱۶ موتور جستجوی گوگل به مناسبت ۳۴مین سالروز تأسیس این پارک گوگل دودل صفحه اصلی خود را در تایلند تغییر داد.